# 江尻憲泰
江尻 憲泰（えじり のりひろ）は、日本の構造家。江尻建築構造設計事務所主宰。長岡造形大学非常勤講師から現在教授。日本女子大学非常勤講師。
実務において直面する多くの課題を研究課題としている。近年、調査・研究を行っている課題としては、建物の連成振動や竹の構造研究で、FRP折板構造、球型ボイドスラブの開発等、多岐に渡る。球形ボイドスラブの開発・研究は継続的に行っている。

## 略歴
- 1986年（昭和61年） 千葉大学工学部旧建築工学科卒業
- 1988年（昭和63年） 千葉大学大学院修士課程修了
- 1988年（昭和63年） 青木繁研究室入所
- 1996年（平成8年） 江尻建築構造設計事務所設立

## 主な作品
- アトリエハウス
- 子育て支援施設+公共公園+河川土手上の桜並木遊歩道 長岡市子育ての駅千秋「てくてく」+千秋が原南公園+信濃川桜づつみ (2009年度　グッドデザイン賞　受賞)
- ミラノサローネ出展 展示構造設計
- 鎌倉・ハニカム床の家
- ひろがるすまい
- 足立区S邸 (通称うるとら邸)
- ナゴヤドーム
- 白井T邸
- 平塚K邸
- ルシアン ペラフィネ 心斎橋店
- a/ha house アハ ハウス
- 玉堤の家